# Perth (Escòcia)
Perth és una ciutat d'Escòcia situada a la riba del riu Tay. És el centre administratiu de Perth and Kinross i del comtat històric de Perthshire. L'any 2011 tenia 50.000 habitants.
Perth ha estat coneguda com The Fair City per la publicació de l'obra de Sir Walter Scott el 1828, Fair Maid of Perth. Durant l'època medieval la ciutat també es coneixia com St. John's Toun o Saint Johnstoun fent referència a l'església dedicada a Sant Joan el Baptista. Aquest nom el conserva l'equip de futbol local, St. Johnstone F.C.
El nom de Perth prové de l'idioma dels pictes per designar la fusta.
Aviat, segle xii, Perth va tenir l'estatus de Royal Burgh
Després d'un sermó de John Knox a la St. John's Kirk l'any 1559 hi va haver el saqueig ciutadà dels frares Greyfriars i Blackfriars
Perth tenia una bona situació per a ser un centre clau dels transport i la seva estació de ferrocarril va ser construïda el 1848.
Després del declivi de la indústria local del whisky es va diversificar la seva economia per incloure les assegurances i la banca. La Perth d'Austràlia pren el nom de la Perth escocesa.

## Fills il·lustres
- Elena Baltacha (1983-2014), jugadora de tennis.
- Ewan McGregor (1971-), actor cinematogràfic.
- John Sturgeon Mackay (1843-1914), matemàtic. Tot i no haver-hi nascut, hi va passar la seva infància i joventut i hi és enterrat.

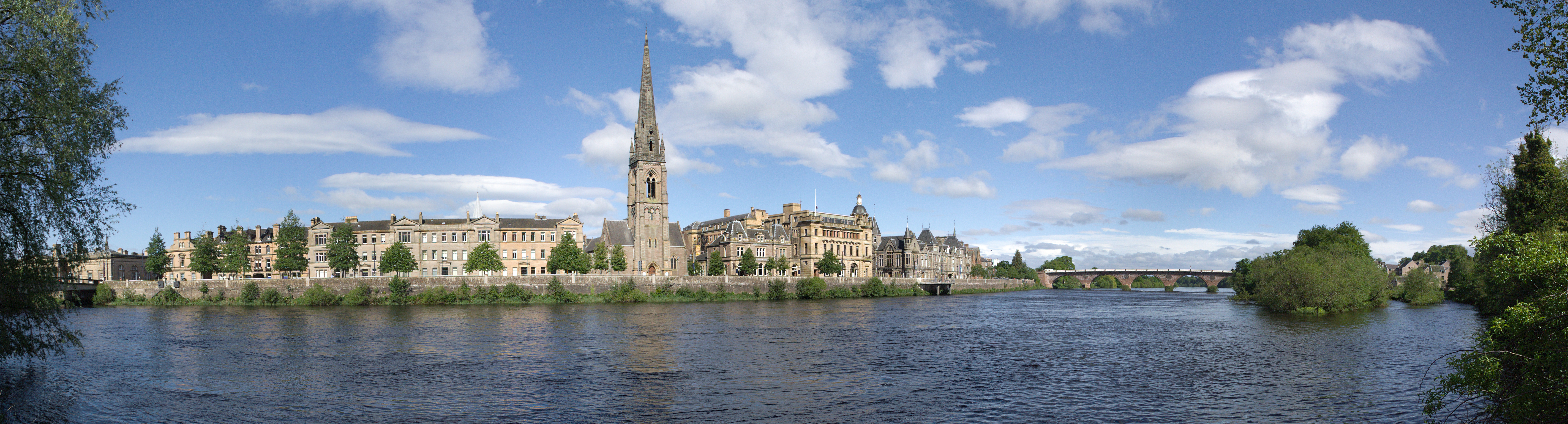
Riba del riu Tay